# Opname (film)
Opname is een Nederlandse film uit 1979 van Erik van Zuylen en Marja Kok. Het camerawerk is van Robby Müller. Het verhaal van de film werd gebaseerd op het leven van de overleden vader van acteur Joop Admiraal en is tot script bewerkt door Marja Kok. De film is een productie van Het Werkteater waar de regisseurs, schrijvers en acteurs grotendeels toe behoorden. De film won in 1980 een bronzen luipaard op het Internationaal filmfestival van Locarno en werd geprezen op diverse filmfestivals. De prent werd jarenlang gebruikt in ziekenhuizen als voorlichtingsfilm. Opname ging op 25 oktober 1979 in première en kreeg als internationale titel mee In for Treatment.

## Verhaal
De film draait rond een tuinder, meneer de Waal, die in het ziekenhuis wordt opgenomen. Zijn toestand verslechtert, maar hij weet niet precies wat hij onder de leden heeft. Hij deelt de kamer met de jonge Frank, die aan een dodelijke ziekte lijdt en probeert het er het beste van te maken. Het taboe op kanker is in de jaren zeventig zo groot, dat niemand hem vertelt wat hij mankeert, zodat hij er zelf achter moet komen dat hij ongeneeslijk ziek is. De film belicht scherp hoe de betrokkenen omgaan met het taboe.

## Rolverdeling
| Acteur              | Personage        |
| ------------------- | ---------------- |
| Joop Admiraal       | De Bruin         |
| Gerrit Bons         |                  |
| Arie Dijkstra       |                  |
| Netty Engering      |                  |
| Frank Groothof      | Frank            |
| Marja Kok           | Mevrouw. De Waal |
| Marja Leenders      |                  |
| Hans Man in 't Veld | Dokter. Hageman  |
| Daria Mohr          | Anja Vonk        |
| Bies Oedit          |                  |
| Karin Oliemans      |                  |
| Rense Royaards      |                  |
| Shireen Strooker    | zuster           |
| Gerard Thoolen      | verpleger        |
| Herman Vinck        | Franks vader     |
| Ivan Wolffers       |                  |
| Helmert Woudenberg  | Meneer. De Waal  |
| Olga Zuiderhoek     | zuster           |

## Trivia
'Opname' was van origine een toneelstuk van Het Werkteater. Het werd later nog diverse malen opgevoerd, onder meer met Janna Handgraaf en Maarten Wansink. Die laatste tekende in de uitvoering bij de heropening van het Witte Theater in IJmuiden ook voor de regie.